# ارکیده عنکبوتی تابستانه
ارکیده عنکبوتی تابستانه (نام علمی: Caladenia aestiva) نام یک گونه از سرده ارکیده‌های عنکبوتی است.